# Gottfried Hermann
Johann Gottfried Jakob Hermann (født 28. november 1772 i Leipzig, død 31. december 1848 sammesteds) var en tysk klassisk filolog.
Hermann blev ekstraordinær professor i filosofi i sin fødeby 1798 og ordentlig professor sammesteds 1803. Han studerede først jura, men kastede sig snart over klassisk filologi, som hans lærer, Ilgen, havde vakt hans interesse for. Hans lærer ved universitetet var Leipzig-professoren Reiz. Kants filosofi gjorde stærkt indtryk på ham, hvad der på en mindre heldig måde mærkes i hans ungdomsarbejder. Disse drejer sig mest om græsk grammatik og metrik; nævnes kan anmærkninger til Vigers bog De græcæ dictionis idiotismis liber (1802, 4. oplag 1834) og De particula ἂν libri IV (1826—27), et af hans mindst vellykkede værker. Metrikken behandlede han i Elementa doctrinæ metricæ (1816) og Epitome doctrinæ metricæ (1818). Hans modneste arbejder gælder de græske digteres, især tragikernes, kritik og fortolkning. Han udgav en række tragedier af Euripides til forelæsningsbrug og påbegyndte en større udgave af samtlige tragedier, hvoraf lidt over 2 bind udkom (1831—41); han fortsatte Erfurdts mindre udgave af Sofokles (7 bind, 1811—25); efter hans død udkom en stor udgave af Aischylos (2 bind, 1852; 2. udgave 1859). Allerede 1799 havde han udgivet Aischylos' Eumenider; senere foranledigede Karl Otfried Müllers udgave af samme drama (1833) ham til en skarp kritik, der udviklede sig til en polemik om den klassiske oldtidsvidenskabs grundproblemer. Med Homer har Hermann beskæftiget sig i afhandlingen De interpolationibus Homeri (1832) og De iteratis apud Homerum (1840); han opfattede de homeriske digte som successive udvidelser af en oprindelig kerne — en opfattelse, der er blandt de herskende den dag i dag. Til Pindar skrev han De metris Pindari (i Heynes udgave 1798), De dialecto Pindari og Notæ ad Pindarum (i Heynes udgave 1817), samt flere mindre afhandlinger; en af disse (De officio interpretis) fremkaldte et svar fra Böckh. Han udgav endvidere de orphiske digte (1805) og et par bukolikere, samt af latinske digtere to komedier af Plautus. Af reale siscipliner har han kun indgående beskæftiget sig med den græske mytologi (Dissertatio de Mythologia Græcorum antiquissima, 1817; Briefe über Homer und Hesiodus etc., von Gottfried Hermann und Friedrich Creuzer, 1818; De historiæ Græcæ primordiis, 1818; Wesen und Behandlung der Mythologie, 1819). Hermann polemiserer mod Creuzers opfattelse af den græske mytologi som en iklædning for en dyb og hemmelighedsfuld religiøs viden, uden dog selv at gennemføre en helt rationel opfattelst. Talrige andre områder af oldtidsvidenskaben har Hermann lejlighedsvis berørt; hans mindre afhandlinger, også de fleste ovenfor citerede, findes samlede i hans Opuscula (8 bind; I—VII, Leipzig 1827—39, VIII 1877). 
Hermann står sammen med Böckh som begrunder af 19. århundredes klassiske filologi. Medens Böckhs interesse var rettet mod den reale side af oldtidslivet, er Hermann væsentlig optaget af formen. Han lagde hovedvægten på den sproglige forståelse af det enkelte sted som udgangspunkt for erkendelse af oldtiden, og havde mindre sans for totalopfattelsen. Hans styrke var fortolkningen, hvilende på umiddelbar, genial forståelse; hans forelæsninger over græske digtere var kunstværker, der begejstrede og henrev hans tilhørere; i hans afhnalinger er det især de geniale enkeltheder, der imponerer. Han kom derfor, uden selv at gøre sig det helt klart, til at stå som repræsentant for den klassiske filologi, drevet som kunst, over for Böckhs og hans disciples opfattelse af den som historisk videnskab, omfattende erkendelsen af hele oldtidslivet. Striden herom førtes til tider med stor heftighed, men er endt med en fuldstændig forsoning; nutildags er begge modsætningers berettigelse almindelig anerkendt. Hermanns svaghed lå i det systematiske, og det vidste han ikke selv; påvirket af Kant, som han var, søger han ofte at systematisere og kommer dårlig derfra; hans omfangsrigere arbejder, som metrikken, er som helhed mislykkede, og hans grammatiske teorier er for længst opgivne, medens enkeltiagttagelserne ofte er glimrende.